# Richard Dearlove
Richard Billing Dearlove, né le 23 janvier 1945 à Gorran Haven en Cornouailles (Royaume-Uni), est un officier du renseignement britannique qui a dirigé le MI6 entre 1999 et 2004. Il est diplômé du Queens' College de Cambridge avec une maîtrise en histoire. Après la fin de ses fonctions,  il travaille depuis pour l'Université de Cambridge. Il est le dernier « C » (nom de code du chef du MI6) à avoir utilisé une fausse identité. Son successeur est John Scarlett.